# Mohammed al-Sahafi
Mohammed al-Sahafi (* 2. Oktober 1975) ist ein ehemaliger saudi-arabischer Fußballspieler.

## Karriere

### Klub
Auf Klubebene spielte er Ende der 1990er Jahre bei al-Ittihad und gewann hier mindestens zwei Meistertitel.

### Nationalmannschaft
Seinen ersten bekannten Einsatz für die saudi-arabische Nationalmannschaft hatte er am 19. September 1997 bei einem 1:1 gegen den Iran, während der Qualifikation für die Weltmeisterschaft 1998, hier wurde er zur 64. Minute für Sami al-Jaber eingewechselt. Nach ein paar weiteren Einsätzen in Freundschafts- als auch Qualifikationsspielen stand er dann auch im Kader des Konföderationen-Pokals 1997, wo er bei der 0:5-Niederlage gegen Mexiko Spielzeit bekam. Dies war dann auch sein letzter Einsatz im Nationaldress.